# 존 테일러 (베이스 기타 연주자)
나이젤 존 테일러(Nigel John Taylor, 1960년 6월 20일 ~ )는 영국의 베이스 기타 연주자이며, 밴드 듀란 듀란의 결성 멤버이다. 사이드 프로젝트 그룹으로 "더 파워 스테이션(Power Station)"과 "뉴로틱 아웃사이더즈(Neurotic Outsiders)"를 결성하기도 하였다.

## 생애
버밍엄에서 태어나 외곽 지역인 할리우드에서 자라온 그는 로마 가톨릭교회 계열 학교와 예비 고등학교를 다녔다. 어린 시절에 그는 제임스 본드 영화들을 즐겨보거나 전쟁 게임을 취미로 즐겼다고 한다. 10대 초반에는 록시 뮤직을 가장 좋아하는 그룹으로 선택하였다.
학창 시절에 심한 너드였다. 본인 말로는 '잘생기지도 않았고, 공부를 잘하지도 않았으며, 여자친구 한 번 못 사귀고 - 스포츠 같은 걸 좋아하는 것도 아니어서 인기가 없었다.'. 2013년 인터뷰에서는 '나는 Zero부터 시작해서 Hero가 되었다'고 언급한다. 이런 연유로 외로움을 잘 타는 성격이 되었다. 본인의 자서전에서도 자신이 스타가 된 후로도 지속적으로 겪은 외로움에 대해서 자주 호소한다. 외모 면에서는 근시가 매우 심해 늘 안경을 끼고 다녔으며, 이후 닉 로즈의 영향으로 콘텍트렌즈를 착용하게 되자 사람이 변했다는 평을 듣게 된다. 그 예로 사이먼은 그가 안경을 벗은 것은 정말 잘 된 일이었다고 말한다.

### 1978 ~ 1997년:듀란 듀란과더 파워 스테이션
1978년 존과 그의 버밍엄 아트 스쿨의 친구 닉 로즈는 듀란 듀란을 결성하였다. 닉은 그의 오랜 친구로, 둘은 닉이 12살 무렵(존은 14살 무렵) 첫 록 공연 관람을 섹스 피스톨즈의 공연으로 함께했으며 존의 음악취향에 큰 영향을 미치게 된다. 이후 스티븐 더피가 듀란 듀란의 첫 보컬리스트로 가입하였으며, 초창기에 그는 일렉기타를 연주하였다. 흠뻑 빠져 있던 펑크 록과 새로 알게 되었던 디스코의 조합을 생각하여 드러머 로저 테일러가 밴드에 들어오고 나서 베이스 기타 연주자로 전향하였다.
나와 밴드는 디스코와 Chic의 음악을 섞으려 했고- 그 길을 위해서는 내가 베이스로 전향하는 수밖에 없었다. 디스코는 베이스가 리드했지만 다른 장르에서 베이스는 그저 소리의 일부분, 대충 라인 변화에 맞춰 내는 소모품이었다. 난 그게 싫었다."

듀란 듀란은 1980년대에 세계에서 가장 인기있는 그룹들 중의 하나였고, 초창기 MTV에서 멋진 뮤직 비디오를 선보였다. 이 당시 존은 런던과 파리를 오고가며 살았다.
1985년 제임스 본드 영화 《뷰 투 어 킬》의 주제가를 발표한 후, 듀란 듀란은 2개의 사이드 프로젝트 그룹으로 갈라지게 된다. 이때 존과 기타리스트 앤디 테일러는 파워 스테이션에 가입하였다. 그 해에 존은 자신의 첫 솔로 활동을 시도하여 영화 《나인 앤 하프 위크》를 위한 싱글 "I Do What I Do"를 녹음하였다.
1986년 앤디 테일러와 로저 테일러가 그룹을 떠나자, 듀란 듀란은 3명의 멤버들로 남게 된다. 존 또한 회의감을 느끼고 있으나 탈퇴는 하지 않았다. 그들은 앨범 〈Notorious〉를 발표하고, 새 기타리스트 워렌 쿠쿠룰로를 영입하여 지속적으로 녹음과 공연을 가졌다.
1997년 1월 듀란 듀란 팬 집회에서 자신이 그룹을 떠났다는 선언을 하였다.

### 1997 ~ 2001년: 솔로 활동
1996년 테일러는 캘리포니아주에서 제작가 하인 호벤(Hein Hoven)과 함께 독립적 레코드 레블 B5 레코드사를 창립하였다. 그 회사는 원래 호벤의 헐리우드 호반 저택에서 녹음하였으나 결국 산타 모니카에 아트 스튜디오를 지었다.
B5 레코드사에서 존은 첫 솔로 앨범 〈Feeling Are Good (And Other Lies)〉에 기타를 연주하며 노래를 불렀다. 1996년 슈퍼그룹 뉴로틱 아웃사이더즈의 베이스 기타 및 보컬, 작곡, 백그라운드 보컬을 맡게 된다. 1996년 말에 재결합한 파워 스테이션의 앨범을 위한 작사에 참여하기도 하였다. 그러나 그들이 베이스 기타 주자에 버나드 에드워드를 기용하면서 존은 개인적 문제로 인해 프로젝트를 떠나게 되었다.
그는 곧 B5 레코드사에서 자신적 녹음을 더 많이 하기 시작하였다. 1997년과 1998년 동안에 자신의 그룹 "존 테일러 테러리스튼(John Taylor Terroristen)"을 결성하여 미국 전역에서 순회 공연을 가졌다. 911테러 후에 테일러는 밴드 이름에 "테러리스튼"이란 이름을 쓰지 않겠다고 하였다.
1999년에는 〈Résumé〉와 〈Meltdown〉 2개의 앨범을, 2001년 초순에 테크노 음악의 효과를 담은 〈Techno For Two〉를 발표하였다.

### 2001~현재:듀란 듀란 재결합
2000년 테일러는 로스앤젤레스의 자택에서 사이먼 르 봉에 의하여 오리지널 5명의 멤버로 듀란 듀란의 재결합을 제기받자, 로저와 앤디 테일러도 재가입을 하면서 아이디어에 열광하였다. 그래서 듀란 듀란은 오리지널 5명 멤버의 재결합에 성공한다.
2003년에 성공적으로 일본 공연을 가진 후에 그룹은 에픽 레코드사와 계약을 맺어, 2004년 10월에 앨범 〈Astronaut〉를 발표하였다. 그러나 2006년 10월에는 앤디 테일러가 다시 탈퇴하는 일이 벌어졌다.
2006년 존과 닉 로즈는 편집 앨범 표제 "Only After Dark"에 합작하였다.

## 영화 출연
- <타임슬립>(1985) - 단편, 해커
- <고인돌 가족 플린스톤 2>(2001) - 단역, 록하드Keith Rockhard
- <슈가 타운>(1999) - 주연, 클리브Clive
- <환상특급 2(Strange Frequency)>(2001) - 주연, 지미 블리츠Jimmy Blitz
- <포커 치는 네 마리 개들>(2000) - 단역, 딕Dick
- <베가스, 시티 오브 드림스>(2001) - 주연, 바이런 경Lord Byron
- <디바의 크리스마스 캐롤>(1999)- 단역, 현재의 크리스마스 유령
- <사만다 후? 락 스타 에피소드(2기 14화)>(2009)- 게스트, 토미 와일더Tommy Wylder

## 개인 생활
1985년부터 1989년까지 존 테일러는 덴마크 출신의 모델 르네 토프트 시몬센(Renee Toft Simonsen)과 데이트를 하였으나 헤어지고, 1991년 12월 24일 런던 등록 사무소에서 아만다 드 카드네(Amanda De Cadenet)와 결혼하여 딸 애틀랜타 누(1992년 3월 31일생)를 두었다. 그러나 1995년 5월 그들은 정식으로 이혼하게 되고 딸 애틀랜타는 어머니 밑에서 자라게 된다. 헤어진 직후 발매된 솔로 1집 <Feelings R Good And Other Lies>의 국내 라이센스반 말머리를 보면 이혼의 주된 사유는 아만다의 외도 때문이지만 존이라고 아내에게 잘해 준 것도 아니었기에 둘은 '사랑했지만 어쩔 수 없었다.' 의 사이였다. <Feelings Are Good and Other Lies>에 수록된 곡들의 가사를 살펴보면 대부분 아만다 이야기다. 
존은 1996년 젤라 네쉬(Gela Nash)를 만나 1999년 3월 27일 라스베이거스에서 재혼하였다. 존과 젤라는 현재 로스앤젤레스에서 영구히 거주하고 있으나, 2005년 그들이 구입한 사우스 랙스월 메이너(South Wraxwall Manor)에서 1년마다 몇 주를 보내고 있다고 한다.

## 음반 목록
- 《Feelings Are Good and Other Lies》 (1997)
- 《Autodidact》 (EP) (1997)
- 《Résumé 》(1999; With Jonathan Elias)
- 《Meltdown》 (1999)
- 《The Japan Album》 (1999)
- 《The Japan 》EP (2000)
- 《Live Cuts》 (2000)
- 《Terroristen》: Live at the Roxy (2001)
- 《Techno for Two》 (2001)
- 《Retreat into Art》 (2001)
- 《MetaFour》 (2002)